# Język słów kluczowych
Język słów kluczowych – język informacyjno-wyszukiwawczy o notacji paranaturalnej, którego paradygmatyka nie jest wykazana w słowniku. Jednostkami leksykalnymi języka słów kluczowych są słowa kluczowe uszeregowane współrzędnie.